# XGI Technology Inc.

Logo

XGI Technology Inc. (chinesisch 圖誠科技, Pinyin Tú Chéng kējì – „Skizze / ernsthaft / Technologie“) wurde im Juni 2003 von Silicon Integrated Systems (SiS) und United Microelectronics Corporation (UMC) in Taipeh gegründet. Bis Anfang 2006 war das Ziel der Firma die Herstellung von hochwertigen Grafikchips für den Desktop- und Notebook-Markt. Seit dieser Zeit konzentriert man sich auf den Server- und Embedded-Markt.

## Geschichte

### Gründungszeit
Um den Einstieg in der Markt zu ermöglichen, wurde die Grafiksparte von SiS, die Grafikchips wie den SiS Xabre, SiS 300 oder SiS 6326 entwickelt hat, dem neuen Unternehmen angegliedert. Außerdem wurde noch die Grafiksparte von  Trident Microsystems, die vor allem Anfang der 1990er erfolgreich war, übernommen, so dass man zwei Entwicklerteams und zwei fertige Designs zur Unternehmensgründung zur Verfügung hatte.

### Volari-Familie
Ende 2003 kam dann mit der Volari V8 Duo als erstes Mitglied der Volari-Familie auch der erste Grafikchip von XGI auf den Markt. Der Volari V8 ist eine ehemalige SiS-Entwicklung, die ursprünglich unter dem Namen Xabre II auf den Markt kommen sollte. XGI brachte den Chip zur Serienreife. Für Aufsehen sorgte die damals noch unübliche Maßnahme, zwei Grafikchips mittels des BitFluent Protocols auf einer Karte zu verbauen.
Theoretisch hätte XGI damit einen High-End-Chip gehabt. In der Praxis allerdings enttäuschte die Volari V8 Duo durch mangelnde Leistung, mangelnde Treiberqualität, mangelnde Features und großen Stromverbrauch und Hitzeentwicklung.
Neben der Duo gab es noch die Einzelvarianten Volari V8, V5 und V3. Die Volari V3 war allerdings ein umbenannter Trident XP4, hatte nichts mit den ursprünglichen SiS-Chips gemeinsam und war eher als Notebook-Chip ausgelegt.
Die Volari-Reihe war ein Flop, und XGI wurde besonders durch seine blumige Marketingsprache und der optimistischen Erklärung, innerhalb von fünf Jahren zum Marktführer werden zu wollen, bekannt.

### Niedergang
Ende 2004 und Anfang 2005 wurde es eher ruhig um XGI, aber im November 2005 wurde eine neue Einstiegs-Grafikchip-Generation namens Volari 8300 vorgestellt, die vom ehemaligen Trident-Team entwickelt wurde. Diese Modelle sind in Deutschland bisher kaum oder gar nicht zu bekommen.
Für Anfang 2006 wurde eigentlich die Volari 8600 erwartet, die eine Weiterentwicklung der Volari V8 sein sollte. Nach diversen Gerüchten um die Zukunft von XGI gab ATI am 6. März 2006 die Übernahme der Entwicklungsabteilungen in Shanghai/China und Santa Clara (Kalifornien)/USA (ehemaliges Trident-Team) bekannt. XGI selber blieb bestehen und will sich mit den verbliebenen Firmenteilen in Zukunft auf den Server- und Embedded-Bereich konzentrieren.

## Marketing-Desaster
XGI hat sich vermutlich höhere Synergie-Effekte durch die zwei Grafikteams erhofft und hat deshalb schon bei der Gründung des Unternehmens vollmundig die Marktführerschaft innerhalb von fünf Jahren angekündigt. Die schwachen Ergebnisse der Volari-Chips führten aber dazu, dass diese provokante Ankündigung in informierten Kreisen als lächerlich und absurd aufgefasst wurde. Außerdem hatte XGI für jede noch so normale und allgemein übliche Technik einen meist sehr blumigen Marketing-Begriff kreiert, was dem Ansehen und der Glaubwürdigkeit ebenfalls nicht zuträglich war.

## Quelloffene Treiber
XGI hat im April 2005 angefangen, den Quellcode der Treiber unter Linux für ihre Grafikkarten freizugeben. Angefangen hat dies mit der Volari Z7, der Servergrafikkarte von XGI, welche allerdings nur 2D beherrscht.
Ende November 2005 hat XGI angekündigt, den kompletten Treiber – also auch den 3D-Teil – der Volari 8300 offenzulegen. Dies ist allerdings noch nicht geschehen. Durch die Offenlegung des Treiberquellcodes wäre es möglich, diesen in X.org und den Linux-Kernel zu integrieren und so auf einen proprietären Treiber zu verzichten.

## Modelle
- Volari V8 (Duo)
- Volari V5 (Duo)
- Volari V3
- Volari V3XT
- Volari Z7
- Volari 8300
- Volari 8600(XT)